# Dại Xả
Dại Xả (ur. 1120, zm. 1180) – wietnamski mistrz thiền ze szkoły vô ngôn thông.

## Życiorys
Pochodził z wioski Đông Tác. Jego rodzinne nazwisko to Hứa.
Jako dziecko wstąpił do zakonu buddyjskiego a następnie udał się studiować praktykę thiền u mistrza Đạo Huệ na górę Tiên Du. Po uchwyceniu istoty thiền poświęcił się śpiewaniu Sutry Avatamsaki oraz Samantabhadramantry. Była to jego codzienna praktyka. Dworscy oficjele przybywali do niego, aby mu usługiwać. Szczególnie był ceniony przez księżniczkę Thiên Cực oraz pana Kiếna Ninha.
Po pewnym czasie Dại Xả wybudował świątynię Sùng Nghiêm Báo Đức na górze Vũ Ning w prowincji Vũ Ninh, aby nauczać ludzi i nawracać ich na buddyzm. Jego świetna reputacja przyciągała uczniów. Przybył do niego nawet mnich chiński znany jako Starszy Yan.
Ponieważ z biegiem czasu niektórzy ludzie zaczęli go oskarżać o czary, w okresie Thiên Cảm Chí Bảo, czyli w latach 1174-1175, głównodowodzący Đỗ Anh Vũ wydał rozkaz jego aresztowania. Poddano go surowym torturom, jednak mistrz nie wykazywał w ogóle żadnych oznak strachu i został zwolniony na skutek działań księżniczki Thiên Cực. 
Piątego dnia drugiego miesiąca w piątym roku okresu Trinh Phù, czyli w roku 1180, po naukach dla uczniów, Dại Xả wygłosił wiersz:
| Cztery węże razem w pudełku są pierwotnie puste, Pięć skupisk są wysokie jak góry, a jednak są one także bez fundamentów. Prawdziwa natura jest jaśniejąca i wolna od przeszkód, Chociaż przykryta [pojęciami] nirvany i cyklicznym istnieniem. |

Dalej powiedział jeszcze:
| Kamienny koń ma przerażające zęby, Je trawę i rży przez cały dzień. Ludzie na ulicy przechodzą razem, Jednak człowiek na koniu nie jedzie nigdzie. |

Pod koniec nocy mistrz Dại Xả otruł się i zmarł.

## Linia przekazu Dharmy zen
Pierwsza liczba oznacza liczbę pokoleń mistrzów od 1 Patriarchy indyjskiego Mahakaśjapy.
Druga liczba oznacza liczbę pokoleń od 28/1 Bodhidharmy, 28 Patriarchy Indii i 1 Patriarchy Chin.
Trzecia liczba oznacza początek nowej linii przekazu w danym kraju.
- 33/6. Huineng (638-713)
  - 34/7. Nanyue Huairang (677-744) szkoła hongzhou
    - 35/8. Mazu Daoyi (707-788)

  - 36/9. Baizhang Huaihai (720-814)
    - 37/10/1. Vô Ngôn Thông (759-826) Wietnam - szkoła vô ngôn thông
      - 38/11/2. Cảm Thành (zm. 860)
        - 39/12/3. Thiện Hội (zm. 900)
          - 40/13/4. Vân Phong (zm. 956)
            - 41/14/5. Khuông Việt (933-1011)
              - 42/15/6. Đa Bảo (zm. po 1028)
                - 43/16/7. Định Hương (zm. 1051)
                  - 44/17/8. Viên Chiếu (999-1090)
                    - 45/18/9. Thông Biện (zm. 1134)
                      - 46/19/10. Biện Tâi (bd)
                      - 46/19/10. Đạo Huệ (zm. 1173)
                        - 47/20/11. Tịnh Lực (1112–1175)
                        - 47/20/11. Trí Bảo (zm. 1190)
                        - 47/20/11. Trường Nguyên (1110–1165)
                        - 47/20/11. Minh Trí (zm. 1196)
                          - 48/21/12. Quảng Nghiêm (1122–1190
                            - 49/22/13. Thường Chiếu (zm. 1203)
                              - 50/23/14. Thông Thiền (zm. 1228) laik
                                - 51/24/15. Tức Lự (bd)
                                  - 52/25/16. Ứng Vương (bd) laik

                              - 50/23/14. Thần Nghi (zm. 1216)
                                - 51/24/15.. Ẩn Không (bd)

                        - 47/20/11. Tín Học (zm. 1190)
                        - 47/20/11. Tịnh Không (1091–1170)
                        - 47/20/11. Dại Xả (1120–1180)

                  - 44/17/8. Cứu Chỉ
                  - 44/17/8. Bảo Tính (zm. 1034)
                  - 44/17/8. Minh Tâm (zm. 1034)

                - 43/16/7. Thiền Lão
                  - 44/17/8. Quảng Trí
                    - 45/18/9. Mãn Giác (1052–1096)
                      - 46/19/10. Bổn Tịnh (1100–1176)

                    - 45/18/9. Ngộ Ấn (1020–1088)